# John Searl
John Roy Robert Searl nascut el 2 de maig de 1932 és un britànic de Wantage (Anglaterra).
Des de 1946 fins a 1956, Searl va construir un objecte autodenominat "Generador a efecte Searl" (Searl Effect Generator-SEG)

## Generador de Searl
Searl va començar a produir el seu primer Generador d'efecte Searl des de molt jove. El dispositiu va consistir en tres anells concèntrics, cadascun compost de quatre materials diferents, també concèntricament enganxats uns als altres. Els tres anells estan fixos a una base. Envoltant a cada un dels anells i lliures, per rotar al voltant d'ells hi ha els rodets (típicament 12 en el primer anell, 22 en el següent i 32 en l'anell de fora). Envoltant els rodets externs hi espirals, que estan connectades en diverses configuracions per subministrar tant corrent continu o altern.
Es diu que el primer diumenge de cada mes entre 1968 i 1972, va demostrar els seus Generadors de vol Searl i els discos per al públic en general. Les càmeres de televisió i els periodistes van estar presents en els fets.

## Utilitat energètica
El descobert per John Roy Robert Searl efectivament captura l'energia cinètica generada pels canvis naturals en la temperatura ambient i es pot utilitzar per crear electricitat.
L'equip està treballant actualment en el desenvolupament d'un prototip real del dispositiu per generar gran quantitat d'electricitat, però fins ara no ha rebut el nivell de suport i de finançament que es necessita per portar el projecte endavant.
No obstant això, les coses sembla que estan canviant per poder continuar les investigacions, i segons El SEG el seu metode podria algun dia reemplaçar la nostra dependència de combustibles fòssils com a font energètica.

## Enllaços i referències externes
- (en anglès) lloc web oficial
- (en anglès) Conferència de John Searl